# Твік проти Крейга
 'Твик проти Крейга'  (англ. Tweek vs. Craig) - епізод 304 (№ 36) серіалу «South Park», прем'єра якого відбулася 23 червня 1999 року.

## Сюжет
Епізод починається в класі праці, де містер Адлер розповідає дітям про призначення уроків праці і наполягає, щоб діти не крутилися. Також він запитує ім'я головного хулігана в класі.  Стен і  Кайл називають Твіка, але  Картман наполягає, що головний хуліган -  Крейг.
Тим часом дівчатка (разом з  Кенні) сидять на уроці домогосподарства. Коли вчителька місіс Пірл говорить, що вони будуть готувати, шити і робити «всякі красиві речі», Кенні радісно вигукує.  Венді скаржиться, що хотіла займатися в класі праці, але її відправили на домогосподарства. Вчителька каже, що домогосподарство призначене для милих дівчаток, яким не потрібно турбуватися про кар'єру і важливо лише вийти заміж за підходящого чоловіка. При цих словах, Кенні висловлює своє захоплення ще голосніше, чим викликає дивні погляди оточуючих дівчаток.
У класі праці Стен, Кайл і Картман укладають парі про те, хто переможе в бійці між Твіко і Крейгом. Картман провокує Крейга, збрехавши, що Твик назвав його «головним дерьмоедом». Стен і Кайл роблять те ж саме з Твіко. В результаті Твик і Крейг погоджуються побитися один з одним. Містер Адлер бере фоторамку зі столу і починає марити наяву про жінку, зображеної на фотографії. Стає ясно, що вони любили один одного.
Хлопчики йдуть у двір і чекають бійки, піднявши ставки до 10 доларів.  Клайд говорить їм, що 15 хвилин тому Твік і Крейг пішли по домівках. Розчаровані Стен і Кайл відправляються в будинок до Твіка, щоб дізнатися чому він не став битися. Твік каже, що не бачить причин битися з Крейгом, але Стен говорить, що Крейг назвав Твіка слабаком і куркою; Твік погоджується побитися з Крейгом на наступний день. Картман і Кенні йдуть в будинок Крейга і також умовляють його на бійку.
Містер Адлер приходить додому з побачення з місіс Пірл. Незважаючи на те, що вона не проти, щоб він запросив її в будинок і «хоча б спробував» зайнятися з нею коханням, він відмовляється, придумуючи різні відмовки. Потім він заходить всередину, бере іншу фотографію своєї мертвої коханої і знову починає марити. На наступний день, під час уроку містер Адлер знову починає думати про свою померлу наречену, і з'ясовується, що вона була пілотом літака, який вибухнув в повітрі і впав в океан, де вона потонула. Клайд перериває його думки, повідомивши йому, що хлопчик на ім'я Томмі випадково стер своє обличчя шліфувальним верстатом. Коли Томмі відсилають до  медсестри, Клайд запитує містера Адлера про фотографії, і про те, що це за мертва жінка на фото. Містер Адлер трохи пояснює, але потім проганяє його.
Поєдинок майже починається після занять, але стає ясно, що жоден із суперників не вміє битися, і бій переносять, щоб Твік і Крейг підготувалися. Крейг вчиться з Картманом боротьбі сумо в школі бойових мистецтв, а Твіка вчить боксувати дядько Стена,  Джимбо. Викладачка з домогосподарства переводить Кенні в клас праці, хоча він дуже цього не хоче, боячись безлічі небезпечних інструментів, які там знаходяться.
Нарешті Твік і Крейг готові до бійки і бій починається. Тим часом містер Адлер пише в класі праці передсмертну записку, в якій пояснює, що не може більше жити без своєї нареченої, що у нього закінчилася нікотинова  жуйка і що діти «занадто багато крутяться» . Після цього він лягає на рухомий стіл з циркулярною пилкою, запускає її і чекає своєї смерті. Зовні хлопчики що б'ються починають втомлюватися, але Кайл говорить, що Крейг назвав Твіка «членом», і бійка триває. Кенні приходить в клас праці, щоб почати роботу з електропилкою. Твік і Крейг в запалі бійки проламують вікно класу праці і продовжують битися. Містер Адлер встає і вимагає, щоб вони припинили крутитися. Твік і Крейг вибивають стілець з-під ніг Кенні, і той повисає на верстаті з електропилкою. Твік жбурляє Крейга в другій верстат, і той б'ється об перший. Полотно пилки зажовує куртку Кенні, його розкручує і відкидає в коробку зі старими іржавими і гострими цвяхами.
Коли містер Адлер піднімає тіло Кенні, його наречена починає говорити з ним з капюшона Кенні, переконуючи його продовжувати жити; до неї приєднуються його померлі дядько і бабуся. Містер Адлер погоджується і обіймає Кенні. Стен говорить: «Чувак, це якесь лайно».
Хлопці йдуть в госпіталь, щоб відвідати Твіка і Крейга, і розповідають їм про парі. Потім вони кажуть Твіку і Крейгу, що члени їх сімей називали один одного тюхтіями в новинах, і ті знову починають битися, але хто став переможцем, залишається невідомим.

## Смерть Кенні
Після переведення з класу домогосподарства в клас праці Кенні починає працювати з електропилкою, але через бійку верстат розкручує його і відкидає в коробку з іржавими цвяхами. Проте, він продовжує розмовляти після цього, і містер Адлер хоче викликати швидку допомогу. Не виключено, що Кенні вижив.

## Пародії
- Персонаж  містера Адлера заснований на шкільному вчителі  Метта Стоуна, чиє ім'я неодноразово було запікане в коментарях до DVD через заборону на використання.
- Коли Кенні представляє всі гострі і небезпечні інструменти, які будуть оточувати його після переведення в клас праці, грає уривок з  Баби Яги , дев'ятої п'єси з   Картинок з виставки   Модеста Мусоргського, яка також використовувалася і в інших епізодах. Так само з цієї сцени стає ясно, що Кенні боїться померти, знаючи що це може статися.
- Момент, де Кайл говорить, що Крейг назвав Твіка «членом», пародіює сцену розмови пантери  Багіри з  удавом Каа в книзі «Мауглі»  Редьярда Кіплінга.

## Факти
- Під вставках з живим відео знялася Пем Бреді, креативний продюсер проекту.